# SPHERES
SPHERES, acronyme de Synchronized Position Hold Engage and Reorient Experimental Satellite, sont une série de satellites miniaturisés développés par le Space Systems Laboratory du MIT pour le compte de la NASA et de l'armée américaine, pour être utilisés comme un banc d'essai extensible et à faible risque pour le développement d’algorithmes de métrologie, de formation de vol, de rendez-vous, d’amarrage et de décision autonome qui sont essentiels pour les futures missions spatiales qui utiliseront une architecture de vaisseau spatial distribué, comme le Terrestrial Planet Finder et Orbital Express.

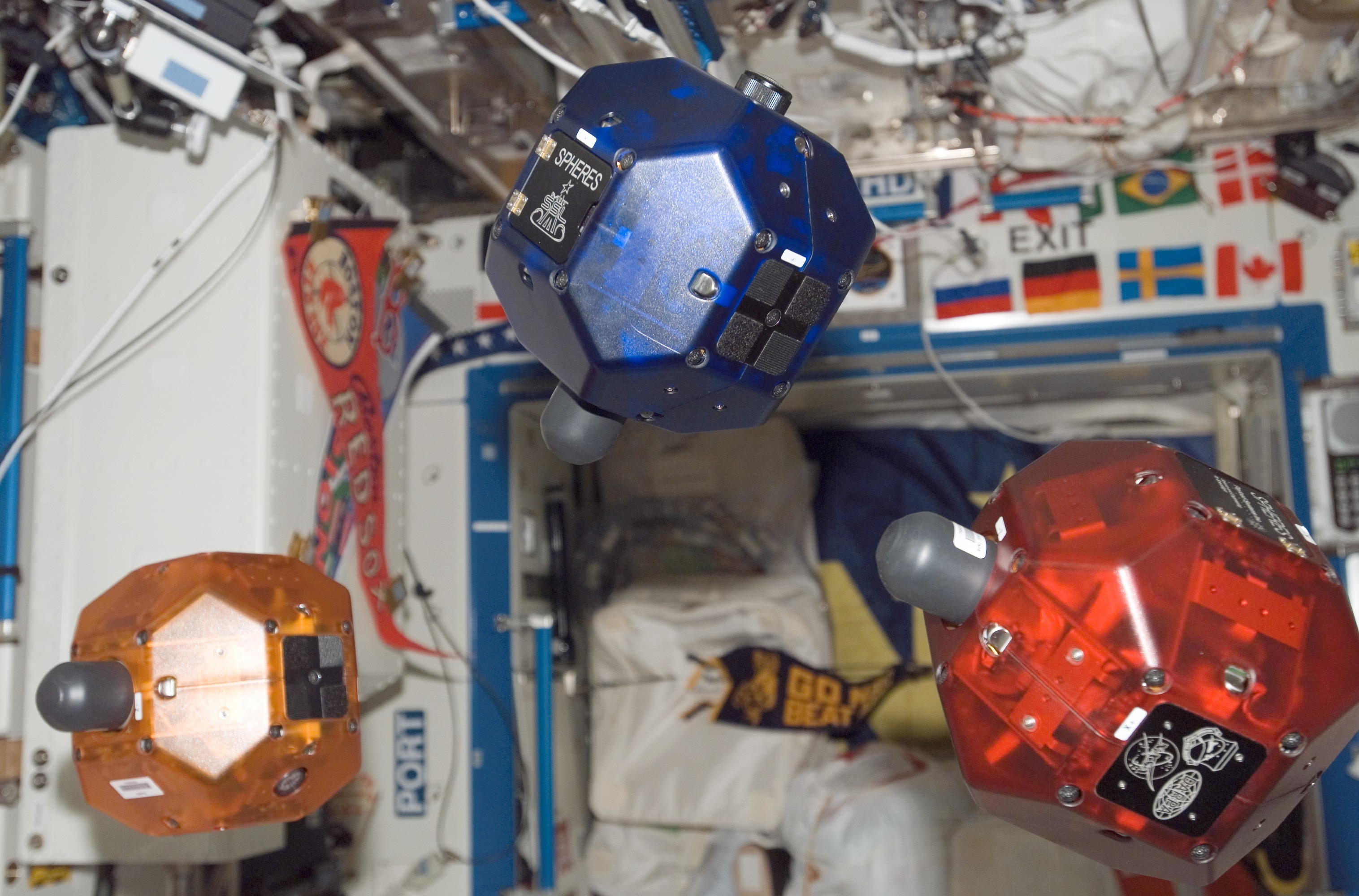
Les SPHERES à bord de l'ISS.

Chacun des satellites SPHERES est un polyèdre de 18 faces, ayant une masse d'environ 4,16 kg et d'un diamètre de 22,9 cm. Ils peuvent être utilisés dans la Station spatiale internationale ainsi que dans les laboratoires terrestres, mais pas dans le vide de l'espace. Les unités peuvent fonctionner de manière semi-autonome, à l'aide de propulseurs alimentés par des cartouche de gaz CO2 pour le mouvement et une série de balises à ultrasons pour l'orientation. Les satellites peuvent communiquer les uns avec les autres et avec la station de contrôle sans fil. Les fonctionnalités des satellites peuvent être étendues à l'aide d'un port d'extension.
À partir de 2006, les trois satellites SPHERES sont utilisés dans la Station spatiale internationale sur une variété d'expériences. Le programme Chercheur invité SPHERES permet aux scientifiques de mener de nouvelles expériences scientifiques à l'aide des unités SPHERES, et le programme Zero Robotics du MIT permet à des étudiants de participer à des concours annuels qui impliquent le développement de logiciels de contrôle pour les SPHERES.
Le programme SPHERES doit se poursuivre au moins jusqu'en 2019 date à laquelle il serait remplacé par le robot Astrobee.

## Développement

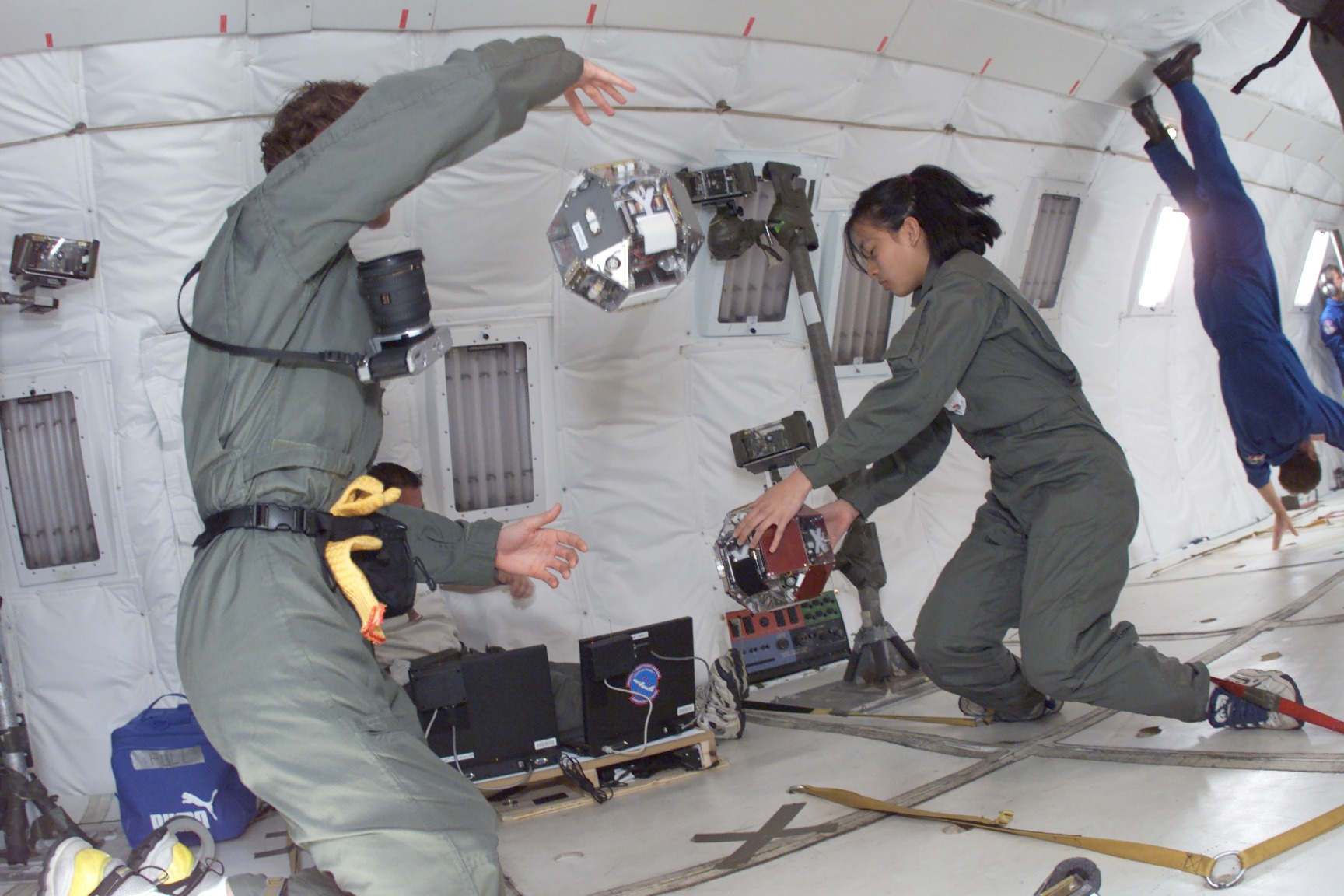
Des étudiants du MIT testant les satellites SPHERES de la NASA lors d'un vol parabolique.

Le développement initial du programme SPHERES a commencé en 1999, par une équipe d'étudiants au Massachusetts Institute of Technology, dans le cadre du programme d'ingénierie aérospatiale. Le concept de satellite a été conçu lorsque le Professeur David Miller a défié ses élèves à développer un dispositif similaire au drone d'entraînement au combat vu dans le film Star Wars, épisode IV : Un nouvel espoir et dans Star Wars, épisode II : L'Attaque des clones. Plusieurs prototypes ont été développés au cours du programme, et ont été testés en laboratoires ainsi que dans des vols paraboliques réalisé avec l'aide de la NASA.
Après la période initiale de développement, le programme SPHERES a été repris par le Space Systems Laboratory du MIT. En collaboration avec la compagnie Aurora Flight Sciences, le design a été raffiné et six satellites ont été construits et qualifiés pour le vol. Trois d'entre eux ont été livrés à la Station spatiale internationale.
Le projet SPHERES est financé principalement par la Defense Advanced Research projects Agency (DARPA).

## Spécifications

### Structure et caractéristiques physiques

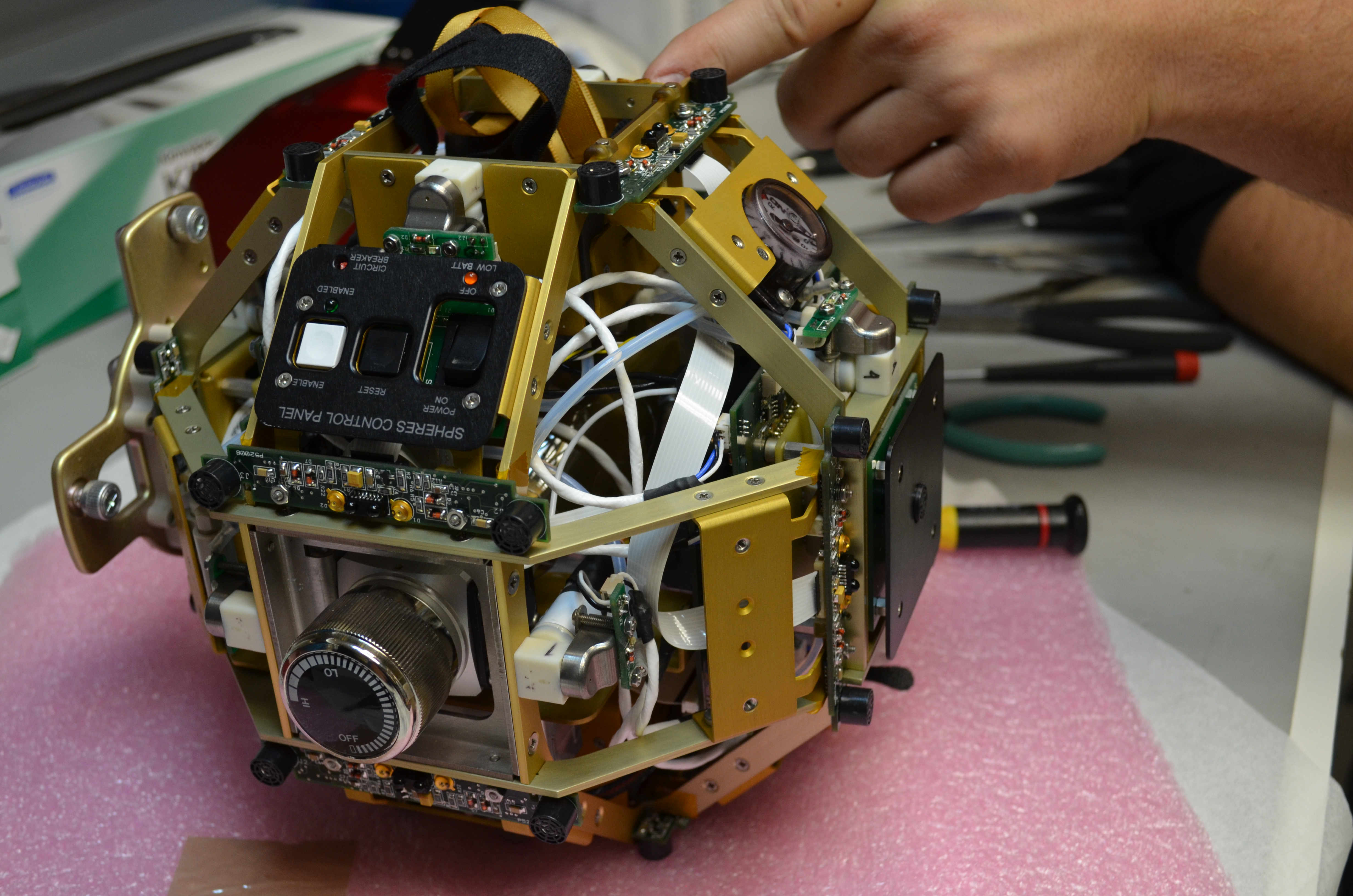
Un des satellites SPHERES sans sa coque en plastique. La structure en aluminium, le panneau de contrôle, les capteurs à ultrasons, propulseurs, la molette du régulateur de pression et le manomètre de pression sont visibles.

Chacun des satellite SPHERES ressemble à un polyèdre à 18 faces. La structure en aluminium du satellite est recouverte d'une coque en plastique semi-transparente. Pour faciliter leur identification, les coques peuvent être de couleur rouge, bleu, orange ou noire. Les trois satellites actuellement en service sur la Station spatiale internationale ont des coques de couleur rouge, bleu et orange. Chaque unité a un diamètre maximum de 22,9 cm et une masse de 4,16 kg incluant les consommables,.

### Unité de traitement et communication
Un processeur de signal numérique C6701 de Texas Instruments fonctionnant à 167 MHz sert d'ordinateur de bord. Le logiciel de vol et le code servant aux expériences sont écrits en langage C.
Les satellites peuvent communiquer les uns avec les autres à l'aide d'une liaison radio à 916,5 MHz, à un débit de 16 kbit/s. La communication avec la station de contrôle (un ordinateur portable) se fait à l'aide d'une liaison radio à 868,35 MHz, à un débit de 16kbit/s. Les satellites SPHERES sont aussi en mesure de se connecter au réseau Wi-Fi de la Station spatiale internationale pour les tâches qui exigent une plus grande bande passante.

### Capteurs et système de navigation
Les satellites SPHERES déterminent leurs positions et leur altitudes à l'aide de 23 récepteurs à ultrasons embarqué, MA40S4R de Murata, ainsi que de 5 balises de références externes à ultrasons. Les délais de propagation des ultrasons entre les balises externes et les récepteurs sont utilisés pour calculer la position du satellite à l'égard d'une l'image de référence.
Pour la détermination rapide de leur position, les informations relatives aux délais de propagation des ultrasons sont complétées par les données de trois accéléromètres mono-axe QA-750 d'Honeywell ainsi que de 3 gyroscopes mono axe QRS14 de Systron Donner.

### Alimentation et positionnement
Les satellites SPHERES sont alimentés à l'aide de deux batteries non-rechargeables de 12v. Chacune des batteries se compose de huit piles AA de 1,5 V qui sont soudées en série.
Les satellites sont en mesure de se déplacer dans l’environnement de micro-gravité avec 6 degrés de liberté, grâce à douze propulseurs utilisant du CO2 liquide comme gaz propulseur. Le CO2 liquide est stocké dans une cartouche semblable à celles qui sont utilisées dans les fusils paintball. Le CO2 est converti à l'état gazeux avant d'être éjecté par les propulseurs. La poussée souhaitée est obtenue par le biais de la modulation des impulsions des solénoïdes de poussée.
L'accélération linéaire maximale des satellites est de 0,17 m/s2, avec une précision de 0,5 cm. L'accélération angulaire maximale est de 3,5 rad/s2, avec une précision de 2.5°.

## Installations de test et de soutien
Le programme SPHERES utilise des installations de support situé au Ames Research Center.

### Laboratoire 3 degrés de liberté

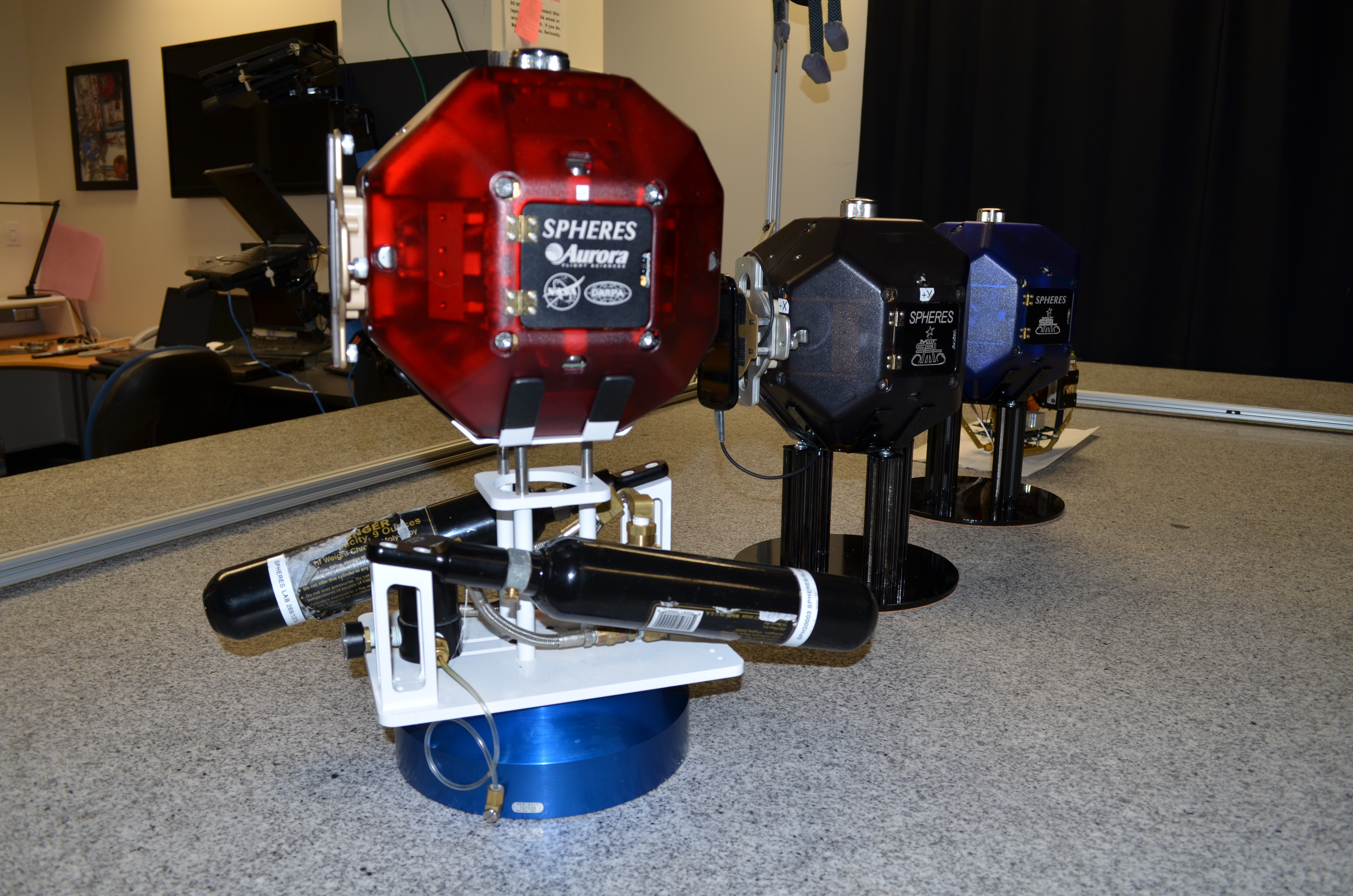
Un des satellites SPHERES est monté sur un wagon pneumatique au laboratoire 3 degrés de liberté.

Le laboratoire 3 degrés de liberté facilite les essais simultanés de trois satellites SPHERES sur une surface de granit poli. Les satellites sont montés sur des wagons pneumatiques – wagon qui éjecte un flot constant de gaz CO2 afin de créer un coussin d'air permettant aux unités de se déplacer sur les axes X et Y et de pivoter sur l'axe Z.

### Installation d'essai en microgravité
Les installations d'essai en microgravité, MicroGravity Test Facility en anglais, facilitent l'évaluation d'un seul satellite SPHERES, en utilisant les six degrés de liberté. Pour cela, l'unité est soutenue par un cardan ayant 3 degrés de liberté, qui est suspendue à partir d'une grue ayant elle aussi 3 degrés de liberté. Le laboratoire est en mesure de fournir un cadre de référence de navigation dans une configuration semblable à la Station spatiale internationale à l'aide de cinq balises à ultrasons. La sortie de gaz des propulseurs est analysée afin de simuler les mouvements prévus en microgravité,.

### Laboratoire de préparation au vol
Le laboratoire de préparation au vol est utilisé pour préparer et tester les consommables tels que les batteries et les cartouches de CO2 liquide utilisées par les unités SPHERES. Les piles individuelles des batteries sont testées, soudées en série et testées à nouveau comme un paquet. Les batteries sont jetées après usage.
Les cartouches de CO2 usées sont retournées au laboratoire de préparation de vol pour re-remplissage et subir des tests de sécurité avant d'être retournées vers la Station spatiale internationale.

## Livraison à la Station spatiale internationale
La livraison des satellites SPHERES à la Station spatiale internationale a été à l'origine prévue pour 2003. Toutefois, en raison de la perte de la navette spatiale Colombia en février 2003, la livraison initiale n'a eu lieu qu'en 2006.
Le premier satellite SPHERES a été livré à l'ISS par le vaisseau de ravitaillement Progress M-56 (ISS-21P) durant le mois d'avril 2006. La deuxième unité a été livrée par une navette spatiale lors de la mission STS-121 en juillet 2006. La dernière unité a été livrée par une navette spatiale lors de la mission STS-116 en décembre 2006.
La première expérience utilisant les satellites SPHERES à bord de la Station spatiale internationale a eu lieu le 18 mai 2006.

## Expériences

### SmartSPHERES

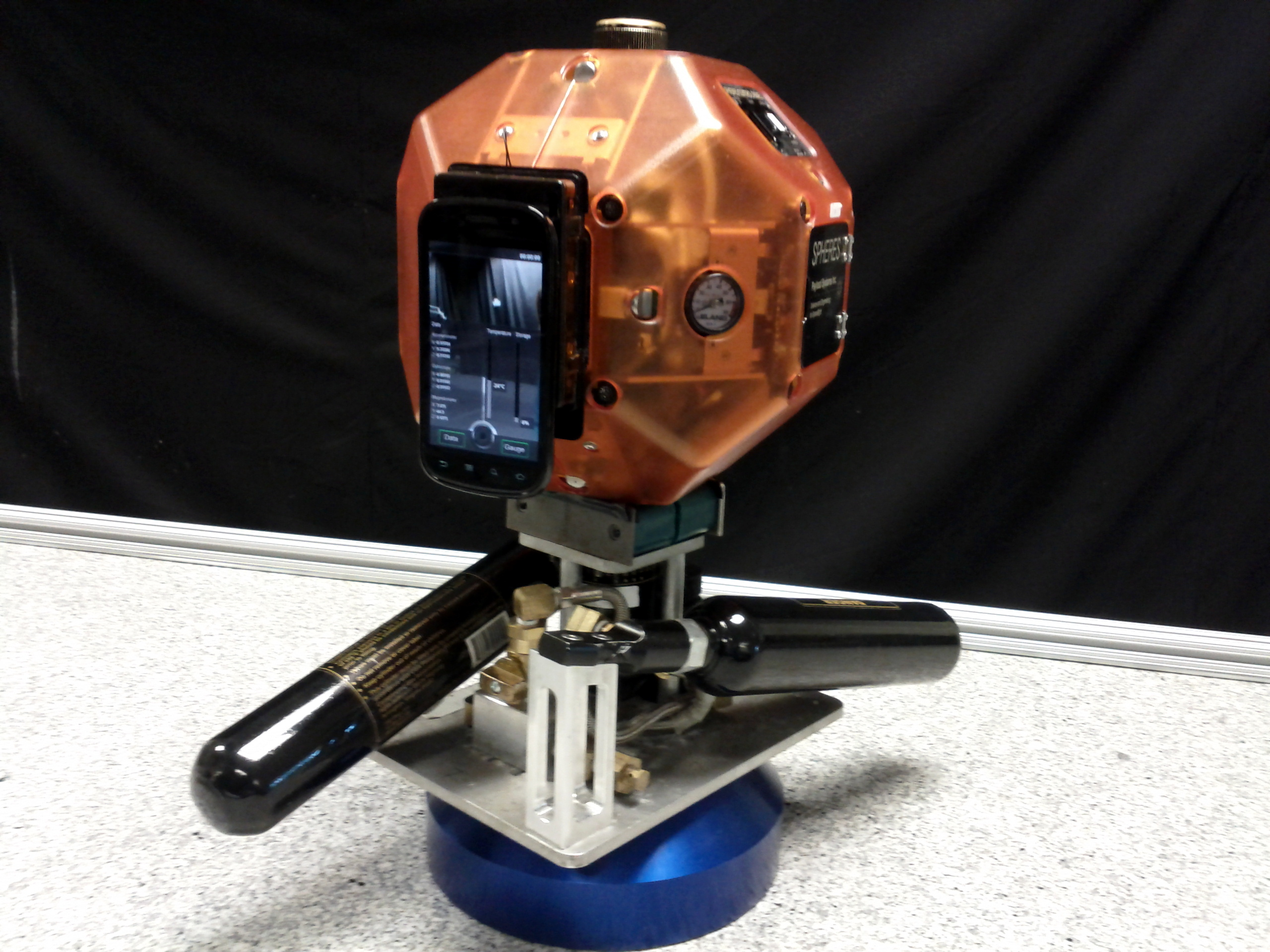
Un satellite SPHERES équipé d'un téléphone intelligent.

L'expérience SmartSPHERES équipe les trois satellites SPHERES qui sont à bord de la Station spatiale internationale avec des téléphones intelligents Nexus S qui ont été livrés par la mission de la navette spatiale STS-135. Chaque satellite a été amélioré grâce à l'utilisation de la puissance de traitement, des réseaux sans fil, de la caméra, des capteurs et de l'écran tactile du téléphone connecté. La disponibilité du code source du système d'exploitation Android a aussi permis d'utiliser les appareils comme un ordinateur compact, à faible coût et ayant une faible consommation électrique,.
Cette expérience permet l'utilisation des satellites SPHERES pour faire des relevés d'inventaire et environnementaux de la Station spatiale via une conduite autonome ou télécommandés et ce dans le but de réduire le temps passé par l'astronaute sur des tâches de routine. Les connaissances acquises lors de cette expérience vont également aider au développement des futurs véhicules spatiaux qui pourraient effectuer des activités extravéhiculaires, et d'aider les astronautes dans leurs tâches.
L'expérience SmartSPHERES est géré par le Intelligent Robotics Group du Ames Research Centre, grâce à un financement de la NASA.

### SPHERES-VERTIGO

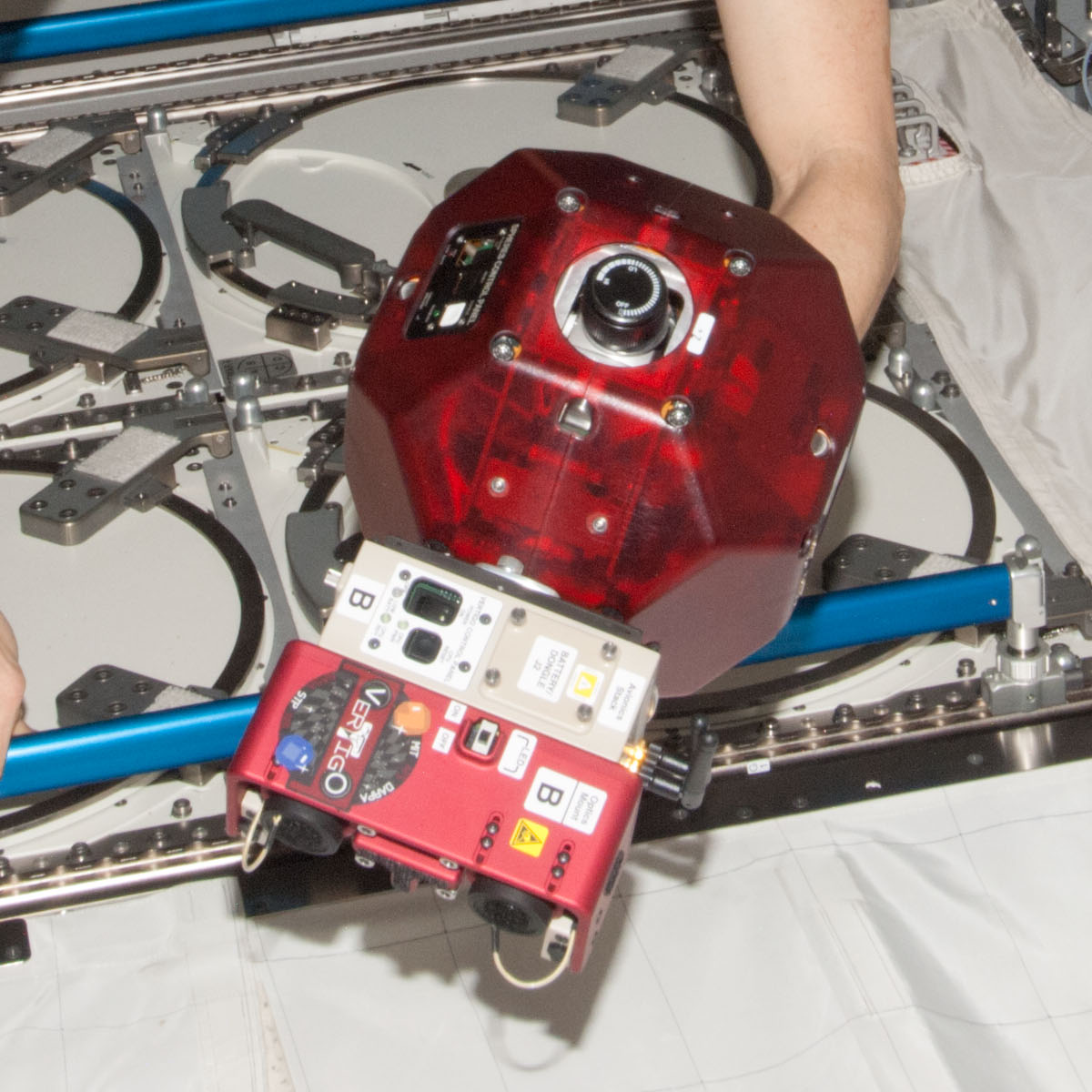
Un des satellites SPHERES équipé avec le module d'expansion VERTIGO.

L'expérience SPHERES-VERTIGO (SPHERES-Visual Estimation and Relative Tracking for Inspection of Generic Objects) vise à développer des logiciels et du matériel qui peuvent générer des cartes en trois dimensions d'objets coopératif ou non-coopératif à l'aide de la vision par ordinateur et de naviguer par rapport à ces objets uniquement par référence aux cartes produites.
Dans le cadre de l'expérience, de nouveaux algorithmes de cartographie et localisation simultanées sont développés et testés.
Pour faciliter l'expérience SPHERES-VERTIGO, chaque satellite SPHERES à bord de l'ISS est équipé avec un module d'expansion goggle – un appareil connecté au satellite SPHERES à l'aide du port d'extension et qui est muni d'une caméra stéréo, de capteurs à ultrasons supplémentaire, d'un ordinateur de bord, d'équipement de communication à haut débit et de batteries supplémentaires.
Les technologies développées seront utilisés dans de futurs véhicules autonomes qui pourront fonctionner seuls ou en groupes à cartographier des astéroïdes, inspecter des satellites en perte de contrôle ou dé-orbiter des débris spatiaux.
L'expérience fait partie du programme SPHERES Integrated Research Experiments (InSPIRE), qui est financé par la DARPA.

### DOD SPHERES-RING

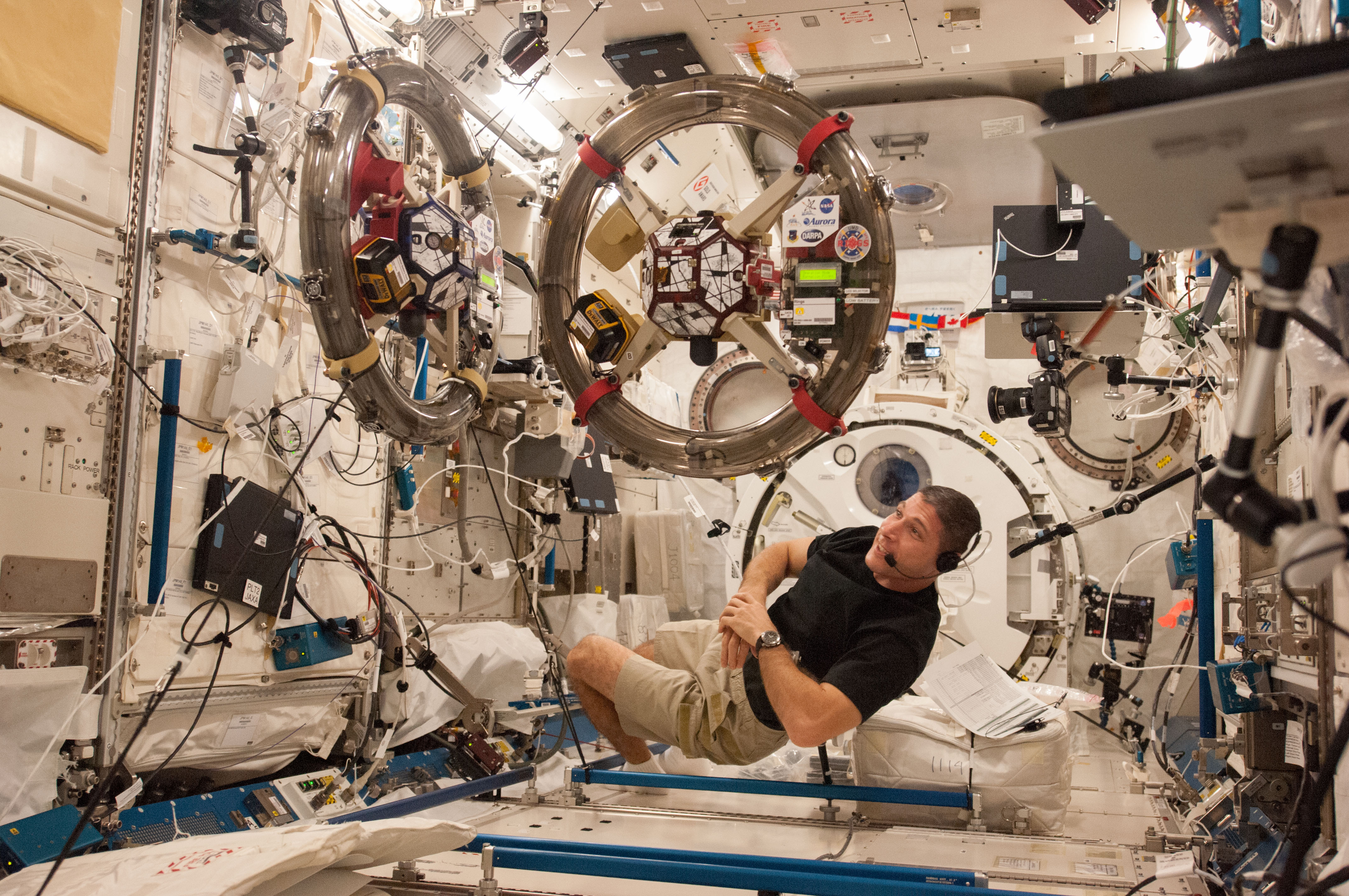
Deux satellites SPHERES avec des modules d'expansion RING sont utilisés dans une expérience par l'astronaute Michael Hopkins de la NASA.

L'expérience DOD SPHERES-RING (Department of Defence SPHERES-Resonant Inductive Near-field Generation System) vise à développer des logiciels et du matériel permettant de contrôler une formation de vol via électromagnétisme et le transfert d'énergie sans fil en microgravité.
L'expérience utilise deux modules d'expansion connectés à des satellites SPHERES, composés d'une bobine de résonance en aluminium et d'un boîtier ventilé contenant l'électronique et des batteries.
Les satellites SPHERES sont manœuvrées l'un par rapport à l'autre, par la génération contrôlée de forces attractive, répulsive ou de cisaillement à l'aide des bobines électromagnétiques. Les mêmes bobines sont aussi utilisées pour transférer de l'énergie sans fil entre les satellites SPHERES par couplage inductif. Des logiciels qui permettent d'éviter les collisions entre satellites sont également développés dans le cadre de cette expérience.
Les connaissances acquises grâce à cette expérience permettront le développement de véhicules groupés se propulsant sans gaz et sans fumée, d'augmenter la durée de vie et réduire la masse de ces véhicules et de réduire les risques associé à ce type d'exploitation.

## Utilisation en éducation

### Zero Robotics
Zero Robotics est une compétition annuelle organisée par le MIT, où des équipes d'étudiants programment les satellites SPHERES afin de résoudre un défi spécifique. Le concours est organisé selon deux regroupements d'âge; 11 à 14 ans et 14 à 18 ans.
Le premier tour de la compétition est réalisé à travers des simulations. Les programmes finalistes sont alors chargés dans des satellites SPHERES à bord de la Station spatiale internationale et sont exécutés par les astronautes. L'événement est retransmis en direct.
Le programme Zero Robotics fournit un environnement d'apprentissage unique et stimulant, qui inspire les étudiants à appliquer et à aiguiser leurs compétences en sciences et technologie, ingénierie et en mathématiques.